# V8 Supercar v roce 1985
- Jim Richards

## Závody
| Datum        | Závod                    | Okruh                 | Vítěz            | Vůz                 | Výsledky |
| ------------ | ------------------------ | --------------------- | ---------------- | ------------------- | -------- |
| 10. únor     | V8 Winton                | Winton                | Jim Richards     | BMW 635 CSi         | Výsledky |
| 24. únor     | V8 Sandown Park          | Sandown Park          | Peter Brock      | Holden Commodore VK | Výsledky |
| 11. březen   | V8 Symmons Plains        | Symmons Plains        | Robbie Francevic | Volvo 240 Turbo     | Výsledky |
| 31. březen   | V8 Wanneroo              | Wanneroo              | Jim Richards     | BMW 635 CSi         | Výsledky |
| 21. duben    | V8 Adelaide Int. Raceway | Adelaide Int. Raceway | Jim Richards     | BMW 635 CSi         | Výsledky |
| 28. duben    | V8 Calder                | Calder                | Jim Richards     | BMW 635 CSi         | Výsledky |
| 19. květen   | V8 Surfers Paradise      | Surfers Paradise      | Jim Richards     | BMW 635 CSi         | Výsledky |
| 23. červen]  | V8 Lakeside              | Lakeside              | Jim Richards     | BMW 635 CSi         | Výsledky |
| 7. červenec  | V8 Amaroo Park           | Amaroo Park           | Jim Richards     | BMW 635 CSi         | Výsledky |
| 14. červenec | V8 Oran Park             | Oran Park             | Robbie Francevic | Volvo 240 Turbo     | Výsledky |